# Östen Bucht
Hans Östen Ragnvald Bucht, född 24 maj 1940 i Juoksengi, Tornedalen, död 1 januari 2022 i Kiruna var en svensk kommunaltjänsteman som publicerade flera böcker och rapporter om hembygd och historia i Norrbotten och speciellt Tornedalen. 
Efter studentexamen vid gymnasiet i Haparanda 1959, och därefter studier vid Umeå universitet, blev Bucht politices magister 1968 med ekonomi och samhällsplanering som huvudsaklig ämnesinriktning. Bucht studerade även vid Lunds universitet innan han anställdes av Kiruna kommun där han under åren 1970–2005 innehade olika befattningar inom kommunförvaltningen, slutligen som planeringschef med särskilt ansvar för arbetet med planerings- och utvecklingsfrågor.
Bucht var mycket intresserad av historia, främst Tornedalens historia, och skrev böcker och artiklar om sin hembygd. Som pensionär fick han mer tid för sin forskning där delar dokumenterades i Matarengi forskarförenings utgåvor av Matarengiposten.
År 2010 gav han ut boken Birkarlar och norrgående hälsingar: studier med fokus i norrländsk medeltidshistoria, som kom ut i en 4:e reviderad upplaga 2014. I boken diskuterar Bucht en mängd forskares rapporter och slutsatser om områdets äldre historia, också i ljuset av den historiska bakgrund som kan skönjas i gamla folkliga ord och uttryck, i arkiv och på kartor bevarade namnsättningar med mera.

### Böcker
- 2000 –  I birkarlarnas fotspår: perspektiv på birkarlaväsendet, dess ursprung och ekonomisk-politiska roll på Nordkalotten (1:a upplaga 2000, 2:a kompletterade upplaga 2005). Kiruna: [Ö. Bucht]. Libris 8236421
- 2009 –  Axplock från hälsingarnas historiska arenor Olaus Magnus om bland annat notfiske, samiska gainofiske 1555 utanför Torneå. Libris 15175853
- 2009 –  Så döptes Torne älv. Bucht Östen. Libris 18804859
- 2010 –  Sautupa: Rökstugan i Hepokangas. Libris 15175825
- 2010 –  Birkarlar och norrgående hälsingar: studier med fokus i norrländsk medeltidshistoria (1:a upplaga 2010, 4:e rev. upplaga 2014). Stockholm: Vulkan. 2010. Libris 11886562. ISBN 978-91-633-6587-4
- 2012 –  De har inte upptäckt oss!: De rider förbi!. Libris 15175960

### Artiklar
- "S:t Andreas Notfiskarnas Skyddshelgon" Matarengiposten nr 9
- "Kilkula med betydelsen karvstock" Matarengiposten nr 10
- "Solkorset - ett uttryck för soldyrkan vid Norra Polcirken"  Matarengiposten nr 13
- "Hietaniemi gård"  Matarengiposten nr 14
- "Lyngenhästen, Tornedalshästen, Nordlandshästen" Matarengipposten nr 15
- "Torolf Kveldulfssons vej till Kvenland årene 873 og 874 e Kr" Matarengiposten nr 23
- "Pionjärerna – Karteringen av Kebnekaisemassivet 1880"
- "Kebnekaise 1880, Infallsvinklar på den första kartläggningen av Kebnekaisemassivet”
- "De har inte upptäckt oss! De rider oss förbi. Minnesbilder från Tornedalen under stora ofredens dagar”
- "Försvarsminne från stora ofredens dagar” Norrbottens Museums föreningsarkiv
- "Kulturhistorisk promenad genom rantahaka/strandhagen å Juoksengi 2:4”
- "Rökstenen och stenmuren i en fossil åker i Lampisenpää, Juoksengi by” Norrbottens Museums föreningsarkiv
- "Sautupa, rökstugan i Hepokangas”
- "Gustav IV Adolf och det ryska anfallskriget 1808/1809”
- "Axplock om Karl XII”
- "Gustav Buchts militära bana”

### CD-ROM
- "Birkarlaleden" Norrbottens Museums föreningsarkiv
- "Pionjärerna Kebnekaisestudier"